# Кривокапич, Здравко
Здравко Кривокапич (серб. Здравко Кривокапић / Zdravko Krivokapić; род. 2 сентября 1958, Никшич) — черногорский профессор машиностроения, писатель и бывший политический деятель. Премьер-министр Черногории с 4 декабря 2020 по 28 апреля 2022 года.
Помимо профессуры в Университете Черногории и Восточно-Сараевского университета, он является одним из основателей неправительственной организации под названием «Не сдадим Черногорию».

## Ранняя жизнь и академическая карьера
Здравко Кривокапич родился в семье сербов, Драго и Иконии, в 1958 году в городе Никшич, который в то время входил в состав СФР Югославии. В 1981 году окончил факультет машиностроения Университета Черногории, департамент технологии производства. В 1983 году поступил в аспирантуру по специальности «Технологии производства» на факультете машиностроения Белградского университета. В 1989 году защитил кандидатскую диссертацию на тему «Планирование и управление запасами резервных частей».
В 1993 году на факультете машиностроения в Подгорице получил докторскую степень. Тема диссертации — «Вклад в автоматическое проектирование технологического процесса резки с помощью экспертной системы».
В 1982 году прошёл стажировку на сталелитейном предприятии «Борис Кидрич» в Никшиче. В 1983 году Здравко был избран ассистентом на кафедре технологического проектирования факультета машиностроения в Подгорице. В 1994 году избран доцентом. В 1999 году избран доцентом Университета Черногории в 1999 году, а в 2004 году стал в нём профессором, тогда он стал вести предмет «Информатика и система менеджмента качества».
Здравко является президентом-организатором и членом программного комитета конференции SQM и Международной конференции ICQME. Он является редактором Международного журнала исследований качества, индексируемого в базе данных SCOPUS, которая издаётся с 2007 года. Является членом программного совета 4 журналов и 13 международных конференций. Является членом Американского общества качества (ASQ) и руководителем Центра докторских исследований Университета Черногории. В рамках своих научных исследований З. Кривокапич опубликовал более 250 статей в международных и отечественных журналах, международных и национальных конференциях. Автор 16 книг и учебников.
В 2011 году, за 6 лет до вступления Черногории в НАТО, Кривокапич был нанят министерством обороны правительства Черногории для обучения процедурам внедрения системы качества и способам внедрения стандартов, связанных с менеджментом качества НАТО.
С 1998 года также преподавал информационные технологии в Богословской семинарии в Цетине.

## Политическая карьера

### Вступление в политику
Был участником антикоррупционных протестов 2019 года и протестов против закона о религии 2020 года. Он решил войти в политическую жизнь Черногории в середине 2020 года, в разгар политического кризиса в Черногории и открытого конфликта между Сербской православной церковью в Черногории и правительством Черногории после принятия спорного закона о статусе религиозных общин, поддерживая протесты 2019—2020 годов и права сербской церкви. Здравко Кривокапич был избран первым президентом поддерживаемой церковью неправительственной организации «Не сдадим Черногорию», основанной черногорскими профессорами и интеллектуалами. За короткое время организация организовала публичные мероприятия, в которых, в частности, приняли участие епископ Будимлянский и Никшичский Иоаникий (Мичович) и ректор Духовной семинарии в Цетине Гойко Перович.

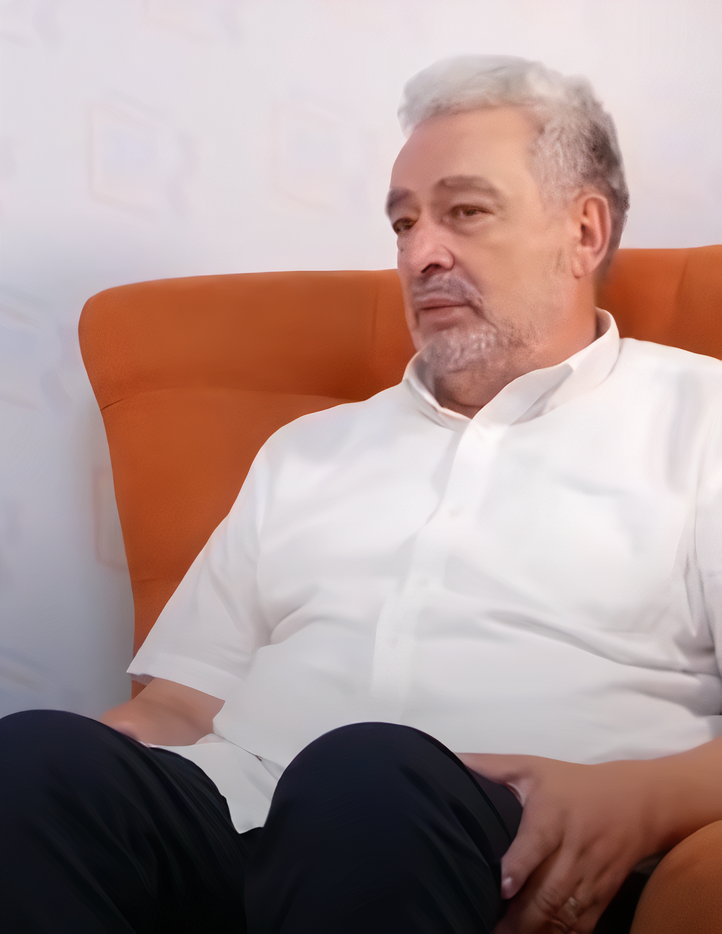
Профессор Здравко Кривокапич в августе 2020 года

1 августа 2020 года правый Демократический фронт, Народное движение и Социалистическая народная партия согласились сформировать предвыборный оппозиционный альянс под названием «За будущее Черногории» (Za budućnost Crne Gore), как и некоторые правые непарламентские предметы. Кривокапич возглавил объединённый список избирателей на парламентских выборах в августе 2020 года, в тот же день подав в отставку с поста исполнительного директора «Не сдадим Черногорию», поскольку он возглавил список оппозиции. Кривокапич сказал, что основными целями коалиции в случае, если они сформируют правительство, будет защита прав человека, а также обеспечение свободы слова, свободы СМИ, свободы мысли и свободы религии. Он также заявил, что больше всего на него повлиял черногорский бизнесмен Миодраг «Дака» Давидович, фактический лидер Народного движения, который пережил покушение в декабре 2019 года в Белграде.
24 июля 2020 года после митинга оппозиции против Кривокапича и 5 православных священников были предъявлены уголовные обвинения в связи с «существованием хорошо обоснованного подозрения в том, что они совершили уголовное преступление в виде несоблюдения санитарных правил с целью пресечения опасного события — инфекционного заболевания».
Здравко Кривокапич также направил письма иностранным послам в Черногории, и в своём обращении к послам он сказал, что коалиция хотела привлечь внимание послов к случаю грубых нарушений прав человека, «что, по нашему мнению, может стать тревожным знакомством с предстоящими злоупотреблениями в отношении сотрудников МВД с целью эскалации политического кризиса и запугивания населения в преддверии предстоящих выборов».
Был признан самым популярным политическим лидером в преддверии парламентских и местных выборов 30 августа 2020 года.

### Парламентские выборы 2020 года
На выборах 2020 года была зафиксирована самая высокая явка избирателей в Черногории — 75,90 %. Вскоре после закрытия избирательных участков, до того, как были опубликованы окончательные результаты, Кривокапич объявил о победе коалиции, заявив, что «в Черногории наступила свобода». В своём выступлении он также заявил, что реваншизма не будет, и предложил партиям национальных меньшинств войти в новое правительство.
Коалиция получила 32,55 % голосов избирателей, что соответствует 27 местам в парламенте. Правящая коалиция впервые потеряла большинство в парламенте. Здравко сказал, что Черногория не может и не будет находиться под влиянием Сербии или России, но что его правительство установит лучшие дипломатические отношения с обеими странами, также назвав вступление Черногории в Европейский Союз главным приоритетом новой правящей коалиции.
Кривокапич и лидеры коалиций «Мир — наша нация» и «Объединённое действие реформ» Алекса Бечич и Дритан Абазович согласовали во время встречи несколько принципов, на которых будет опираться будущее правительство, включая формирование экспертного правительства, продолжающего работать над европейским процессом вступления в профсоюзы, борьба с коррупцией, преодоление поляризации общества и экономического кризиса, а также изменение и пересмотр дискриминационных законов и подзаконных актов, включая противоречивый Закон о свободе вероисповедания. Здравко сказал, что новое правительство Черногории поможет сделать жизнь сербов в Косове достойной и сохранит там монастыри.

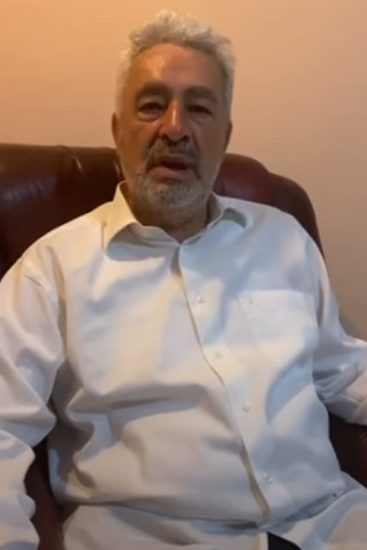
Кривокапич призывает сторонников оппозиции не поддаваться на провокации правительства на следующий день после выборов

На следующий день после выборов по всей Черногории прошли массовые торжества. В Подгорице произошли столкновения сторонников оппозиции со сторонниками правящей Демократической партии социалистов Черногории (ДПС). Здравко Кривокапич, осуждая этническую ненависть и беспорядки и считая, что возглавляемое правительство является их инициатором, сказал, что никто в Черногории не должен подвергаться опасности, особенно национальные меньшинства — «наши родственники и соседи». Он также призвал своих сторонников оставаться дома, потребовал от властей как можно скорее расследовать инциденты и привлечь к ответственности правонарушителей и виновников беспорядков и приветствовал меньшинства босняков и албанцев Черногории и пожелал сформировать с ними правительство.
2 сентября 2020 года в двери Исламской общины Плевля было разбито стекло и оставлено сообщение с угрозой. Кривокапич осудил инцидент, а также выразил подозрение, что это было сделано уходящим режимом под руководством ДПС. Он также выразил протест священникам Сербской православной церкви перед мечетью Хусейн-паши, заявив, что люди готовы защищать места отправления культа всех религиозных общин. Кривокапич заявил, что занимать официальную должность в новом правительстве не является его приоритетом, однако в качестве премьер-министра он хотел бы сначала посетить Германию, которую считает самой влиятельной страной в ЕС. Однако через день Здравко заявил, что не будет назначен премьер-министром. Он также уточнил, что не будет ехать по улицам Подгорицы на «Мерседесе» с многочисленными охранниками. Кривокапич сказал, что Сербия и Черногория являются двумя ближайшими странами в географическом, культурном и историческом плане, их отношения должны быть нормализованы, и что это желание подавляющего большинства граждан Черногории. Он также уточнил, что отмена признания Косово не будет приоритетом для нового правительства.

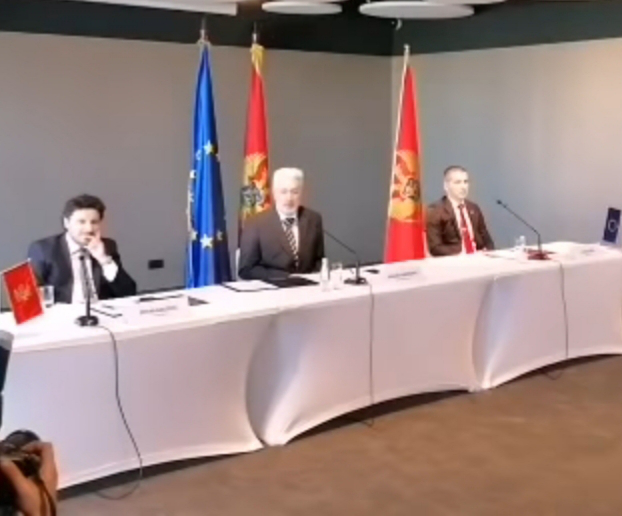
Дритан Абазович, Здравко Кривокапич и Алекса Бечич на подписании соглашения о принципах нового правительства Черногории 9 сентября 2020 года

9 сентября 2020 года Кривокапич вместе с лидерами коалиций «Мир — наша нация» и «Чёрное по белому», Алексой Бечич и Дританом Абазовичем подписали соглашение, в котором пообещали, что новое правительство не будет инициировать какие-либо инициативы или процедуры, направленные на изменение флага, герба, гимна и отмены признания Косово. В соглашении также говорится, что новое демократическое правительство Черногории будет ответственно выполнять все международные обязательства, взятые на себя государством, укреплять и улучшать сотрудничество с НАТО и быстро, полностью и целенаправленно проводить все реформы, необходимые для полноправного членства Черногории в Европейском союзе.   Здравко Кривокапич заявил, что новое правительство готовится к худшему сценарию, когда дело коснётся экономики. В тот же день он сказал, что обеспокоен тем, что никакие другие страны Балканского региона не поздравили его с назначением. В ответ на обвинения в том, что его коалиция имеет тесные связи с президентом Сербии Александром Вучичем, он заявил, что никогда даже не встречался с ним. В интервью немецкой газете Die Welt Кривокапич рассказал, что когда он был в Западной Германии в 1988 году, он видел, как за Гельмутом Колем, который болтал с собравшимися людьми, следила только одна машина телохранителей. По мнению Здравко, это была первая встреча Коля с демократией. Кривокапич объяснил, что хочет быть именно таким главой правительства: «человеком, с которым можно поговорить и которого можно критиковать».

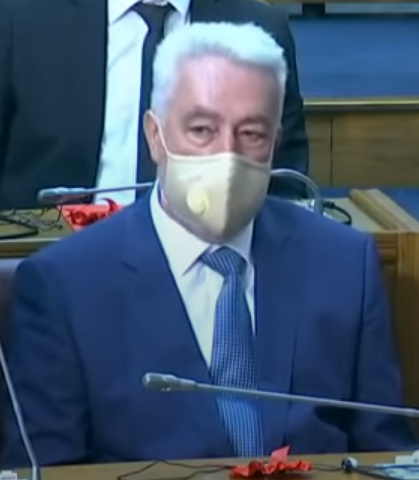
Кривокапич на первой сессии новой ассамблеи Скупщины Черногории 23 сентября 2020 года

11 сентября 2020 года Кривокапич почтил память жертв 11 сентября 2001 года и заявил, что новое правительство подтвердит свою приверженность борьбе с терроризмом и всем формам экстремизма вместе со своими союзниками. Сербские проправительственные таблоиды единогласно критиковали в течение всего срока нового правительства коалиционное соглашение между тремя новыми парламентскими мажоритарными списками за согласие не обсуждать изменения национальных символов Черногории, отозвание признания Косово или вывод страны из НАТО, называя Кривокапича «премьер-министром Амфилохия».
Отвечая на эту критику, Здравко Кривокапич сказал в интервью сараевскому телеканалу Face TV, что ему известно, что президент Сербии Александр Вучич и президент Черногории Мило Джуканович находятся в гораздо более тесной связи, чем он и кто-то из его близких, и что проправительственные таблоиды в Сербии нападают на него, потому что президенты обеих стран всё ещё находятся в хороших отношениях, что Вучич отрицал, убеждая Кривокапича либо опубликовать доказательства его деловых отношений с Джукановичем, либо признать, что он лгал. Кривокапич также назвал возмутительным то, что Вучич, пока находился у власти, 8 лет не посещал Черногорию.
22 сентября 2020 года в монастыре Острог прошла встреча представителей оппозиции, митрополита Амфилохия и епископа Иоаникия. Согласно новостям Vijesti, Дритан Абазович предложил Кривокапича в качестве премьер-министра, однако лидеры Демократического фронта Андрия Мандич и Милан Кнежевич заявили, что Здравко больше не пользуется полной поддержкой в коалиции «За будущее Черногории», в основном из-за его критических замечаний к Александру Вучичу и его правительству, и что они не могут поддерживать его как назначенного, пока не поставят под сомнение доверие к нему на партийном собрании.

### Премьер-министр Черногории
23 сентября 2020 года все 41 депутата трёх коалиций нового большинства в парламенте официально поддержали Здравко Кривокапича в качестве назначенного премьер-министра, а также избрали новым председателем парламента Алексу Бечич.   30 сентября Кривокапич начал предварительные переговоры с представителями партий трёх коалиций, которые составляли парламентское большинство в Черногории, о формировании нового правительства. 8 октября Кривокапич официально стал назначенным премьер-министром после того, как президент Джуканович дал ему мандат на формирование нового правительства.

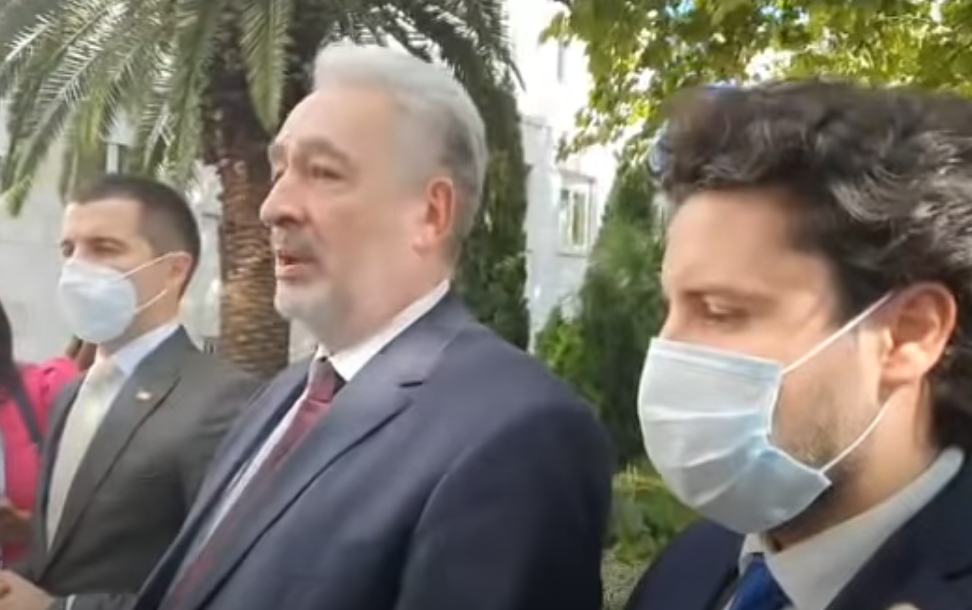
Алекса Бечич, Здравко Кривокапич и Дритан Абазович проводят пресс-конференцию 8 октября 2020 года после того, как президент Мило Джуканович дал Кривокапичу мандат на формирование нового правительства

24 октября 2020 года Кривокапич опроверг утверждения Демократического фронта о том, что любая партия в победившей коалиции исключена из процесса формирования правительства, продолжая настаивать на формировании экспертного правительства. СМИ позже сообщили, что это были лидеры Альянса Демократического фронта Андрия Мандич, Милан Кнежевич и Небойша Медоевич. Мандич прямо попросил Кривокапича «вернуть мандат и искать нового представителя». Медоевич обвинил Кривокапича в том, что Черногорско-Приморская митрополия и черногорские издатели СМИ Миодраг Перович («Монитор») и Желько Иванович («Vijesti»), имеют на него и состав его кабинета наибольшее влияние.
Выступая 29 октября 2020 года в СМИ о составе будущего правительства Черногории, Кривокапич открыто заявил, что оно будет иметь «более низкий уровень репутации», если в него войдут политические лидеры Демократического фронта. «Это будет правительство, которое не будет полностью принято соответствующими международными организациями», — сказал он, обвинив партийных лидеров в том, что они не думают об интересах народа, а также в затягивании формирования правительства в своих личных и партийных интересах. Здравко также сказал, что многолетняя оппозиция не смогла победить на выборах, потому что режим, возглавляемый ДПС, очень хорошо знал этих людей. После интервью лидеры Демократического фронта обвинили Кривокапича в заключении сделки с Мило Джукановичем и ДПС. Андрия Мандич заявил, что Здравко был назначен лидером избирательного списка после «давления и обусловливания поддержки избирателей» со стороны «частей Сербской православной церкви», добавив, что всё финансирование избирательной кампании было обеспечено Демократическим фронтом, и что «те [церковь], которые требовали, чтобы Кривокапич возглавил общий список, не дали ни цента на кампанию», и обвинив часть церкви и Кривокапича в том, что «действует по чьему-то приказу из-за границы». После серии обвинений со стороны лидеров Демократического фронта Кривокапич назначил встречу со всеми партиями нового парламентского большинства на 30 октября, чтобы преодолеть недоразумения и дилеммы относительно формирования нового правительства. Встреча в конечном итоге подтвердила поддержку всеми партиями нового большинства концепции Кривокапича об экспертном правительстве, в котором не будет партийных лидеров.
1 ноября 2020 года Здравко Кривокапич вместе с патриархом Сербским Иринеем, епископом Будимлянским и Никшичским Иоаникием (Мичович) и сербским поэтом и академиком Матией Бечковичем выступал перед собравшимися и оплакивал верующих на похоронах своего духовного деятеля, близкого друга и давнего митрополита Черногории и Приморья Амфилохия, в Соборе Воскресения Христова в Подгорице. Кривокапич отметил, что Амфилохия снова собрал их всех вместе, назвав собрание людей со всей Черногории «венцом всех молитвенных собраний» (litijas), имея в виду недавние массовые молитвенные собрания (litije), которые были организованы в течение 2019 и 2020 годов в знак протеста против спорного закона о религии, который возглавил Амфилохия. В своём выступлении Кривокапич также вспомнил вечер, когда он встретился с Амфилохием в ночь после выборов 30 августа, которые положили конец борьбе верующих за отмену дискриминационного закона, направленного против церкви. Тогда митрополит в сердечных объятиях сказал ему: «Мы так благосло́влены». Он сказал, что каждая встреча с Амфилохием была большой радостью и познанием, напомнив, что Амфилохия свидетельствовал об искренности и правде, и поэтому его слова «звучат громко и слышны далеко». В своём выступлении Кривокапич также упомянул роль Амфилохия в восстановлении веры и святых мест в Черногории после падения коммунизма в 1990 году: «Хотя вы воскресили Черногорию, вы испытали страдания и преследования со стороны своего народа»,.
Кривокапич ранее публично просил уходящий кабинет Душко Марковича объявить день траура по случаю смерти митрополита Черногорско-Приморского, что правительство отказалось сделать, в то время как несколько муниципалитетов, Андриевица, Будва, Беране, Котор, Херцег-Нови, Тиват и Плужине, объявили день траура на местном уровне.

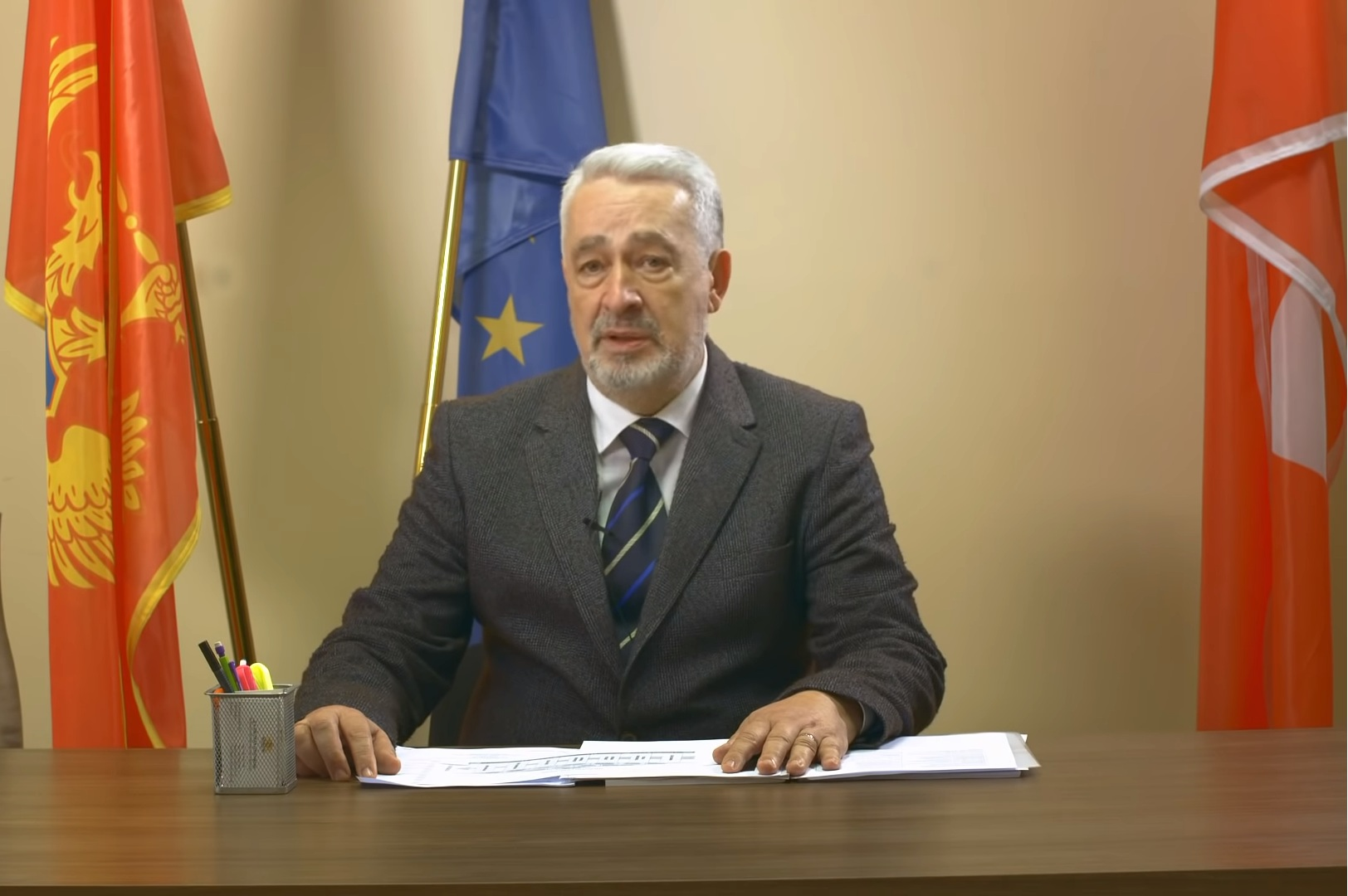
Назначенный премьер-министр Здравко Кривокапич представляет состав нового кабинета правительства Черногории. Подгорица, 5 ноября 2020 года

5 ноября 2020 года Здравко Кривокапич объявил состав своего кабинета, в котором количество министров из-за рационализации государственного управления будет сокращено до 12, что на 8 меньше, чем в предыдущем кабинете. Поэтому некоторые отделы были объединены, а некоторые упразднены. Кривокапич заявил, что модель была создана по образцу Нидерландов и Финляндии в качестве примеров передовой практики, и что в основном рационализация должна предлагать ответ на вызовы, стоящие перед Черногорией. Здравко уточнил, что будущий кабинет будет основан на четырёх ключевых областях, которые в настоящее время являются наиболее важными для Черногории, а именно: верховенство закона, финансы, образование и здравоохранение. Однако вскоре после назначения Кривокапича некоторые лидеры коалиционных партий выразили недовольство его решением. Согласно окончательному соглашению поддерживающих сторон, новое правительство будет ограничено одним годом с основными целями; борьба с коррупцией и деполитизация государственных институтов после 30 лет правления ДПС, а также реформа избирательного законодательства в связи с подготовкой атмосферы для проведения новых, «первых справедливо организованных» выборов в стране.
Некоторые партии, входившие в состав прежнего режима, в том числе ДПС, ЛП и СД, обвинили назначенного премьер-министром Кривокапича в избрании «исключительно православных сербов» в новое правительство, в то время как некоторые члены нового большинства (Демократический фронт) заявили, что «настоящие сербские представители в Черногории» даже не входят в новый кабинет. Обе стороны (ДПС и ДФ) объединились в критике предполагаемого воздействия Черногорско-Приморской митрополии (Сербская православная церковь) на формирование кабинета Кривокапича.
13 ноября 2020 года Кривокапич заявил, что сотни миллионов евро переводятся из Черногории в соседнюю Сербию уходящим режимом ДПС Мило Джукановича, и что эти деньги чаще всего попадают на счета в Белград, где они покупают виллы, апартаменты на элитной набережной Белграда.
Парламентское голосование по новому кабинету министров изначально планировалось на 14 ноября, но было перенесено на 24 ноября по соглашению лидеров всех партий в парламенте из-за нескольких случаев COVID-19. Заседание в конечном итоге было снова перенесено на 2 декабря после последовавшего за этим настаивания нескольких сторон уходящего режима, которые затем заявили, что спорная Великая народная ассамблея также проводилась между 24 и 28 ноября (в 1918 году), заявив, что даты были «неприемлемыми и оскорбительными для Черногории», в очередной раз обвинив Здравко Кривокапича и его команду в якобы действиях «против суверенитета и государственности Черногории». После нового переноса заседания председатель парламента Черногории Алекса Бечич напомнил общественности, что спорная дата заседания была определена консенсусом всех сторон, как правительства, так и оппозиции. Он также добавил, что в период с 24 по 28 ноября 2016 года парламент также голосовал за предыдущий правительственный кабинет, которым руководил ДПС.
Алекса Бечич и Здравко Кривокапич обвинили возглавляемый ДПС уходящий режим в повторном обмане граждан, а также в подрыве межэтнических конфликтов с целью отсрочить смену демократического режима в стране.
4 декабря 2020 года новое правительство было избрано 41 из 81 члена парламента Черногории, а Здравко Кривокапич официально стал премьер-министром Черногории.
Парламент Черногории утвердил новый большой палаточный кабинет, формально положивший конец трём десятилетиям режима ДПС в стране. Новый премьер-министр Здравко Кривокапич пообещал демонтировать государственный аппарат, построенный ДПС, искоренить коррупцию и организованную преступность, а также настаивал на установлении этических норм и прозрачности исполнительной и судебной власти в стране, призывая к единству, примирению и солидарности.
15 и 16 декабря 2020 года премьер-министр Кривокапич вместе с министром обороны Оливерой Иньяц, министром экономики Яковом Милатовичем и главным переговорщиком с ЕС нанёс первый официальный визит в европейские и евроатлантические институты с момента вступления в должность премьер-министра. В первый день своего визита в Брюссель он встретился с председателем Европейского совета Шарлем Мишелем, специальным представителем ЕС на Западных Балканах Мирославом Лайчаком и генеральным секретарём НАТО Йенсом Столтенбергом. Во второй день своего визита премьер-министр Кривокапич встретился с Европейским комиссаром по вопросам соседства и расширения Оливером Вархели и премьер-министром Бельгии Александром Де Кро.

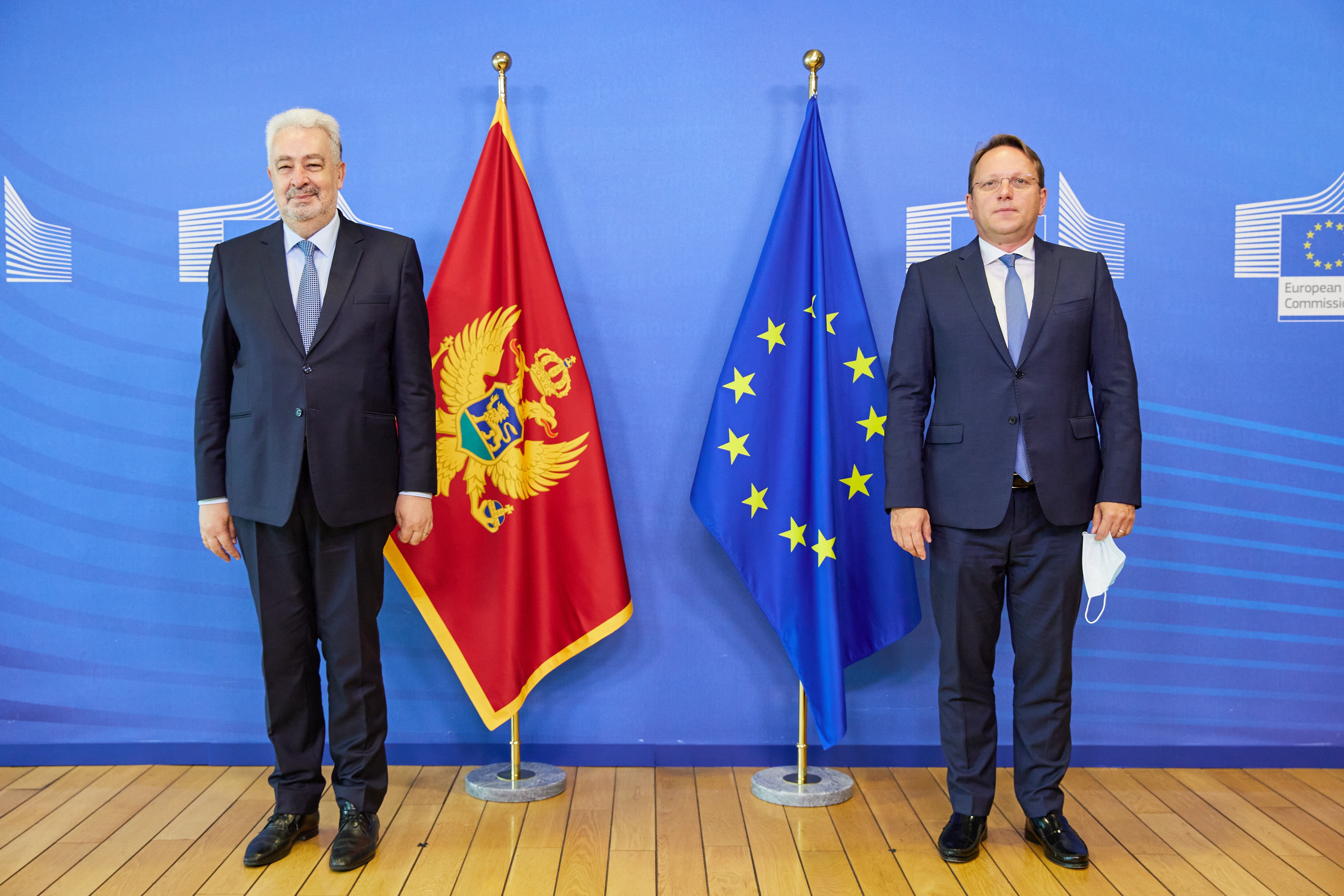
Кривокапич с Оливером Вархели во время визита в Европейскую комиссию, июнь 2021 года

28 января 2021 года, во время визита Здравко Кривокапича в Цетинье и его разговора с избирателями, некоторые собравшиеся активисты черногорских националистов стали кричать и оскорблять премьер-министра и других членов правительства, называя их «четниками», «человеческим мусором» и «предателями Черногории». Комментируя инцидент на пресс-конференции, Кривокапич сказал, что подобный опыт пережил бывший федеральный канцлер Германии Гельмут Коль, когда он был в Карлсруэ в 1987 году. «Коль просто улыбнулся. Я же не улыбнулся, я пытался общаться с этими людьми», — сказал Здравко Кривокапич, также призвав к диалогу и уменьшению поляризации в черногорском обществе. В тот же день он призвал граждан Никшича свободно брать взятки у ДПС, а затем голосовать за кого-то ещё на местных выборах 2021 года, публично поддержав все партии, которые поддерживают его правительство, против ДПС. После этого заявления прокуратура возбудила против него расследование, обвинив его в «разжигании коррупции».
5 апреля 2021 года Здравко Кривокапич объявил, что он направил предложение об отстранении от должности министра юстиции Владимира Лепосавича из-за его спорных комментариев о резне в Сребренице в парламенте после осуждения комментариев Лепосавича со стороны посольства США и Великобритании. В тот же день во многих городах черногорские сербы провели акции протеста против отставки Лепосавича.

## Взгляды
Его политические взгляды и публичные выступления обычно определяются как правоцентристские, антикоррупционные, христианско-демократические, проевропейские и экономически либеральные, а также культурно консервативные и процерковные, поддерживающие интересы этнических сербов.

## Критика

### Сербский национализм
21 сентября 2020 года интернет-портал Radio Antena M опубликовал видео середины 1990-х годов, которое распространялось в Интернете и на котором Кривокапич показан на праздновании вместе с Николя Кавая, сербским националистом и антикоммунистом, известным своим террористическим актом, а также с послом Сербии в Черногории Владимиром Божовичем и другими известными сербскими националистами и черногорскими сербами. Кривокапич появляется в одной короткой части видеозаписи, видимой под полотном, на которой, среди прочего, была показана фотография президента Республики Сербской Радована Караджича, который позже был осуждён в 2016 году Международным трибуналом по бывшей Югославии уголовным трибуналом по обвинению в военных преступлениях и геноциде в Боснии. Через несколько дней после обнародования видеозаписей Кривокапич сообщил СМИ, что он случайно оказался на спорном собрании в 1996 году или около того, и что он не был активным его участником или сторонником националистической политики 1990-х годов, также заявив, что как пацифист он осуждает все виды терроризма и идеологического экстремизма. Здравко подчеркнул, что это было единственное место, куда он вошёл, и в конце концов решил, что больше никогда не войдёт в него, выразив обеспокоенность по поводу участившихся ненавистнических высказываний и уничижительных ярлыков со стороны некоторых СМИ в Черногории и соседних странах.
13 октября 2020 года он снова поднял полемику, когда в интервью сказал, что когда дело доходит до отношений с соседней Сербией, лучшая занимаемая позиция по этому поводу — это позиция короля Черногории Николая I, который ещё в 1910 году, когда Черногория была провозглашена королевством, сказал, что есть «два короля, живущие в двух сербских государствах (Королевство Черногория и Королевство Сербия)».
В октябре 2020 года другое СМИ, поддерживающее ДПС, опубликовало записанное в августе 2020 года во время протестов против неоднозначного закона о религиозных общинах видео про Кривокапича, на котором он целует флаг Сербской православной церкви (красно-сине-белый флаг с сербским крестом).

### Церковное влияние
Очень тесные отношения Здравко Кривокапича с Сербской православной церковью в Черногории, а также с её предстоятелем Амфилохием, часто приводили к спекуляциям, спорам и критике со стороны черногорских националистов и сторонников ДПС, а также средств массовой информации.
Споры в некоторых СМИ достигли кульминации после публикации видео с ночи выборов 30 августа 2020 года, на котором показана очень эмоциональная встреча Здравко Кривокапича в Соборе Подгорицы с митрополитом Амфилохием, с которым он отпраздновал победу своего списка на выборах. Некоторые СМИ и политические партии обвиняли Кривокапича, пытаясь оспорить его победу по списку на парламентских выборах в том, что он находится под влиянием церкви и является «марионеткой античерногорской политики», и что его избрание премьер-министром поставило бы под угрозу национальную безопасность, независимость и светский порядок государства. Кривокапич назвал все обвинения бессмыслицей, заявив, что «вопрос о его отношении как верующего к церковному деятелю, такому как митрополит Амфилохий» открывает так называемый ящик, который многие хотят представить как влияние митрополита на его политические решения, осудив пропаганду уходящего режима в СМИ, а также заявив, что реакции преувеличены и излишни. «Я чувствовал это как свою потребность, как верующий, считаю своим долгом приехать к митрополиту по его зову. Я выразил радость момента и не поделился ею ни с кем, как с нашим митрополитом», — сказал Кривокапич в интервью сараевскому Face TV в сентябре 2020 года.

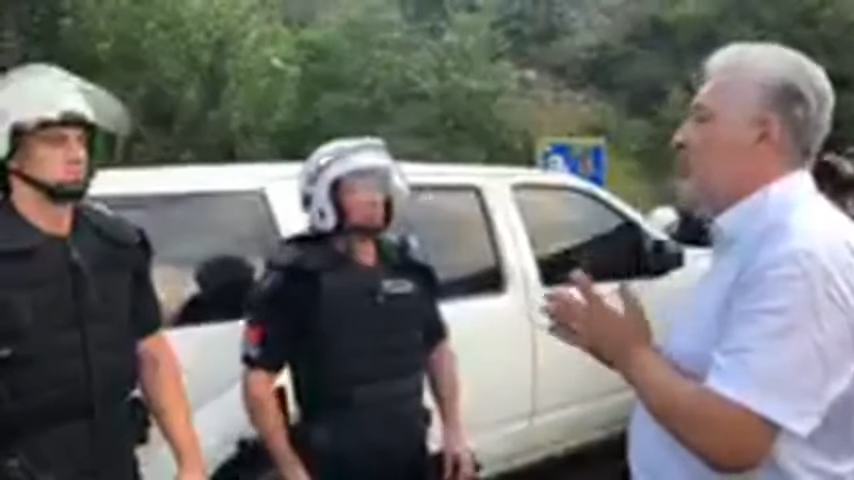
Здравко Кривокапич, в то время лидер списка оппозиции, спорит с черногорской полицией после того, как они предотвратили въезд автоколонны оппозиции в Подгорицу во время парламентской избирательной кампании в августе 2020 года

После падения Демократической партии социалистов с позиции власти спустя 30 лет, после парламентских выборов 2020 года, черногорские националисты организовали массовые так называемые «патриотические митинги» в Цетинье и в столице Подгорице в поддержку уходящего режима ДПС. Участники и организаторы митинга обвинили Здравко Кривокапича и Сербскую православную церковь в Черногории в якобы противодействии национальным интересам Черногории, назвав их «угрозой независимости страны и государственности». Митинг был также отмечен неуместными посланиями Кривокапичу, который был назван «предателем», «четником-негодяем» и «целователем рук», обвиняя его в том, что он якобы является «марионеткой предполагаемой политики Сербской православной церкви в отношении Великой Сербии». Националистическая риторика и речь участников собрания были осуждены многочисленными СМИ, общественными деятелями Черногории, художниками, профессорами университетов, академическими и студенческими ассоциациями, правозащитниками и неправительственными организациями.
Влияние церкви на Кривокапича также подверглось критике со стороны популистского и просербского Демократического фронта, список которого он возглавлял на парламентских выборах. После политического раскола с Кривокапичем, после того как он поставил под сомнение их компетенцию участвовать в его кабинете, в октябре 2020 года лидеры ДФ начали публично критиковать предполагаемое влияние Митрополии Черногории и Приморья на Кривокапича, а также на формирование нового правительства. Андрия Мандич утверждал, что Кривокапич был назначен лидером избирательного списка после «давления и обусловливания электоральной поддержки» со стороны «части Сербской православной церкви», обвинив часть церкви и Кривокапича в «действиях по чьему-то приказу из-за границы», в то время как Небойша Медоевич заявил, что епископ Йоаникий Мичович и священник Гойко Перович установили условия поддержки церкви и пригрозили исключить Кривокапича из избирательного списка за несколько дней до передачи избирательных списков на парламентских выборах 2020 года, что Перович категорически отрицал.
1 января 2021 года Кривокапич заявил, что покойный митрополит Амфилохий (Радович) был самым влиятельным человеком в Черногории со времён Пётра II Петровича.

### COVID-19

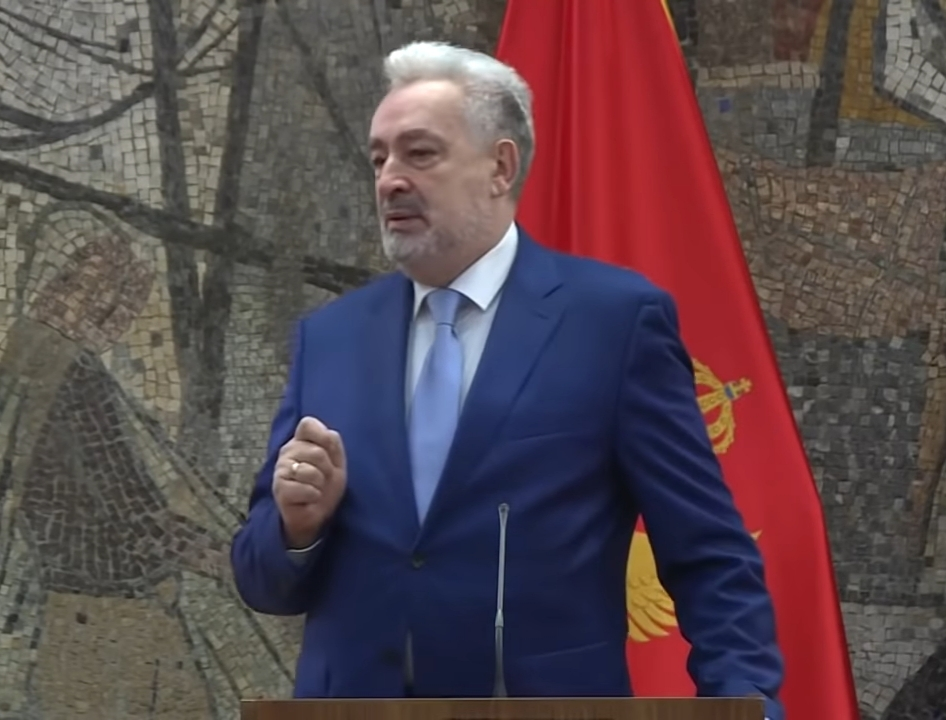
Премьер-министр Кривокапич во время своего обращения к протестующим педагогам. Подгорица, 24 января 2021 года

31 октября 2020 года в Цетинском монастыре была проведена религиозная служба в честь скончавшегося днём ранее митрополита Черногорско-Приморского Амфилохия. Кривокапич присутствовал на службе и был заснят на видео, как он причащался той же лжицей, что и делали другие верующие до него, нарушая меры безопасности в связи с пандемией COVID-19.
В тот же день уходящий режим Демократической партии социалистов предъявил Кривокапичу обвинение, что он действовал не как представитель всех граждан, а как «пропагандист интересов одной религиозной общины», а также проявлял «безответственное поведение во время событий, которые могут быть опасными для здоровья граждан». По их словам, «вызывает беспокойство то, что назначенный премьер-министр, как активный участник этих событий, не осознаёт тот момент, когда своим примером и публичным обращением он влияет на осознание гражданами опасности такого поведения».
13 ноября 2020 года Кривокапич сделал противоречивое заявление относительно причастия, когда сказал, что «если у вас есть вера, то у вас нет никаких проблем, вы не заразитесь через причастие». Он также заявил, что «каждый верующий имеет право исповедовать свою религию в порядке, предписанном религиозной общиной, к которой он принадлежит», призвав граждан соблюдать постановления правительства, которые применяются в связи с пандемией COVID-19. Кривокапич уточнил, что коррупция в системе здравоохранения Черногории способствовала увеличению числа смертей во время пандемии гораздо больше, чем поддержание религиозных обрядов. «Мы должны помочь системе здравоохранения страны, которая является одной из самых слабых в Европе из-за коррупции режима под руководством ДПС. Поэтому одним из приоритетов будущего правительства будет модернизация сектора здравоохранения», — заявил Кривокапич в своём официальном аккаунте в Твиттере 14 ноября.

### Заявление ко Дню Победы
Здравко Кривокапич отметил, что «Черногория должна больше отмечать День Победы над фашизмом не 9 мая, а 23 сентября», когда был сформирован новый созыв парламента, в котором оппозиционная коалиция получила парламентское большинство, отметив историческое значение «первого демократического изменения в истории Черногории» после парламентских выборов в августе 2020 года. Многие расценили это заявление как принижение антифашистского движения в Черногории.

## Личная жизнь
Женат на Ясминке Кривокапич. Имеет пятеро детей (2 дочери и 3 сына) и двое внуков. Трое детей имеют степень магистра, а старшая дочь — докторскую степень. Из двух младших сыновей один — студент, а другой — старшеклассник.
Ректор Духовной семинарии в Цетине Гойко Перович назвал Здравко Кривокапича «скромным человеком» и «христианином». Он также добавил, что жертвовал деньги, которые ему выплачивались каждый месяц, на проезд к самому бедному студенту семинарии.
Здравко Крикокапич заявил, что он черногорец, но, зная свои корни, отметил, что этнически он черногорский серб. Также было заявлено, что этнические сербы в Черногории в основном не связаны с территорией современной Сербии по своему происхождению, но представляют собой коренной народ Черногории. Здравко называет черногорских сербов и этнических черногорцев одним и тем же народом, часто указывая на то, что разногласия между двумя черногорскими народами навязаны и сильно политизированы в недавних исторических обстоятельствах.
По происхождению является членом клана Цуце (Старая Черногория).
Проголосовал против независимости Черногории на референдуме 2006 года за оставание в государственном союзе с Сербией.
13 ноября 2020 года Кривокапич объявил, что якобы победил COVID-19, даже не подозревая, что он у него есть.